# Coppa del Qatar 2017 (pallavolo maschile)
La Coppa del Qatar 2017 si è svolta dal 2 all'8 aprile 2017: al torneo hanno partecipato 4 squadre di club qatariote e la vittoria finale è andata per la sedicesima volta all'Al-Arabi.

## Regolamento
La competizione prevede la partecipazione delle prime quattro classificate nella Qatar Volleyball League; le squadre vengono accoppiate col metodo serpentina dando vita alle semifinale al meglio delle tre gare e alla finale in gara unica.

## Squadre partecipanti
| - Al-Arabi - Al-Jaish - Al-Rayyan - Police |

## Torneo

### Semifinali

#### Gara-1
| 2 aprile 2017 Women's Sports Committee Hall, Doha Durata: ? - Spettatori: ? | Police   | 1 - 3 | Al-Rayyan | 25-27, 16-25, 25-23, 22-25 |
| 2 aprile 2017 Women's Sports Committee Hall, Doha Durata: ? - Spettatori: ? | Al-Jaish | 1 - 3 | Al-Arabi  | 21-25, 25-22, 15-25, 18-25 |

#### Gara-2
| 4 aprile 2017 Women's Sports Committee Hall, Doha Durata: ? - Spettatori: ? | Al-Rayyan | 1 - 3 | Police   | 21-25, 22-25, 25-21, 18-25 |
| 4 aprile 2017 Women's Sports Committee Hall, Doha Durata: ? - Spettatori: ? | Al-Arabi  | 3 - 1 | Al-Jaish | 25-13, 21-25, 25-13, 25-21 |

#### Gara-3
| 6 aprile 2017 Women's Sports Committee Hall, Doha Durata: ? - Spettatori: ? | Police | 2 - 3 | Al-Rayyan | 23-25, 21-25, 25-22, 25-22, 10-15 |

### Finale
| 8 aprile 2017 Women's Sports Committee Hall, Doha Durata: 1h:42 - Spettatori: ? | Al-Arabi | 3 - 1 | Al-Rayyan | 25-21, 21-25, 25-17, 25-22 |